# Světový pohár v biatlonu 2016/2017 – Kontiolahti
8. podnik Světového poháru v biatlonu v sezóně 2016/17 probíhal od 10. do 12. března 2017 ve finském Kontiolahti. Na programu podniku byly závody ve sprintech, stíhací závody, smíšený závod dvojic a smíšená štafeta.
Původně mělo být pořadatelem moderní ruské středisko v Ťumeni, které se připravovalo vystřídat tradiční zastávku v Chanty-Mansijsku. Po dopingovém skandálu ruských sportovců se však pořadatelé sami konání tohoto podniku vzdali a podnik byl přidělen právě Kontiolahti.

## Program závodů
Oficiální program:
| Datum      | Disciplína           | Začátek (SEČ) | Počet závodníků |
| ---------- | -------------------- | ------------- | --------------- |
| 10. března | Sprint (muži)        | 14:30         | 101             |
| 10. března | Sprint (ženy)        | 17:45         | 94              |
| 11. března | Stíhací závod (muži) | 12:00         | 55              |
| 11. března | Stíhací závod (ženy) | 15:15         | 58              |
| 12. března | Smíšený závod dvojic | 13:30         | 25 dvojic       |
| 12. března | Smíšená štafeta      | 16:15         | 24 týmů         |

## Průběh závodů

### Sprinty
závodě mužů se po více než roce dostal na stupně vítězů Ondřej Moravec, který využil své aklimatizace (oproti většině biatlonistů necestoval na předcházející závody světového poháru do korejského Pchjongčchangu). Už v prvním kole velmi rychle běžel, střelbu vleže absolvoval bez chyby a odjížděl ze střelnice na průběžně prvním průběžném místě. Když i vstoje zastřílel čistě a navíc velmi rychle, zvýšil náskok na dosud vedoucího Johannese Thingnese Bø na více než 10 sekund. Mezitím se po první střelbě dostal do vedení Francouz Martin Fourcade. I v druhém kole běžel výrazně rychleji než Moravec, ale po jedné chybě při položce vstoje musel na trestné kolo a ze střelby odjížděl s 6sekundovou ztrátou. Náskok na Moravce zejména v druhé polovině posledního kola stahoval: 700 m před cílem měl ztrátu už jen 2,2 sekundy a do cíle dojel o 0,6 sekundy před Moravcem. Získal tak svoje 13. vítězství v sezóně, čímž o jedno překonal dosavadní rekord Ole Einara Bjørndalena. Moravcův mezičas po první střelbě překonalo pak několik závodníků, ale nikdo z nich nezvládl čistě druhou střelbu a český reprezentant tak získal stříbrnou medaili. „Ale určitě nejsem zklamaný jako v Hochfilzenu, na víc jsem dneska neměl,“ přiznal po závodě.
Z dalších českých biatlonistů zastřílel obě položky zastřílel čistě také Michal Krčmář, ale v prvních dvou kolech pomalu běžel. Teprve zrychlení v posledním úseku mu pomohlo ke konečnému 14. místu. Do sobotního stíhacího závodu se probojoval už jen Michal Šlesingr, který k průměrnému běhu přidal jednu chybu při střelbě vleže a dokončil závod na 35. pozici.
V závodě žen udělala Gabriela Soukalová jednu chybu při druhé střelbě. I když většina závodnic z první desítky pořadí pořadí Světového poháru na střelnici také chybovala, Koukalová tuto chybu nevyrovnala rychlým během jako jindy; navíc velmi pomalu střílela. V cíli skončila nakonec na 13. místě. Veronika Vítková udělala dvě chyby již při střelbě vleže. Potom se pomalu zlepšovala a závod dokončila na 32. pozici. Do stíhacího závodu se probojovala ještě Lucie Charvátová, ale s třemi chybami na střelnici skončila na nebodovaném 45. místě.
V závodě zvítězila Norka Tiril Eckhoffová, která k čisté střelbě přidala druhý nejrychlejší běh. Na trati byla rychlejší jen Němka Laura Dahlmeierová, ovšem jedna chyba při střelbě vstoje ji odsunula na druhé místo. Třetí místo i díky bezchybné střelbě získala Darja Domračevová, která tak vybojovala již druhou medaili po své mateřské přestávce.

### Stíhací závody
Ondřej Moravec, který startoval na druhém místě, se celé první kolo držel Martin Fourcada. První střelbu absolvovali oba čistě, ale Fourcade získal malý náskok, který už český reprezentant nedojel. Při druhé střelecké položce Moravec oproti Fourcadovi nechyboval. Střílel však pomaleji, a tak odjížděl druhý za Rakušanem Simonem Ederem. V třetím kole se prvních šest závodníků, Moravec mezi nimi, sjelo dohromady. Při první střelbě vstoje chybovalo prvních pět z nich, čehož využil Němec Arnd Peiffer, který přijížděl těsně za nimi. Zastřílel čistě a odjížděl s malým náskokem první, Moravec jej následoval na 3. místě. V předposledním kole se stejná skupina závodníků sjela a při poslední střelbě se situace opakovala: prvních pět závodníků chybovalo, někteří vícekrát, a čistě střílející Peiffer všechny předjel. Moravec odjížděl do posledního kola jako třetí se ztrátou 13 sekund. Tu sice snížil na polovinu, ale předjel jej Nor Emil Hegle Svendsen. Zvítězil Peiffer, který až v cílové rovině odrazil útok Edera. Svendsen skončil třetí a Moravec o 8 sekund za ním čtvrtý.
Michalu Krčmářovi ani Michalu Šlesingrovi se závod nevydařil: oba nezasáhli pět terčů a dojeli na 34. a 35. pozici.
V závodě žen se Koukalové podařilo zastřílet čistě první tři položky. Díky tomu se propracovávala z 13. místa postupně dopředu, i když střílela pomalu a během střelby se proto vždy některá závodnice dostala před ní. Přesto před poslední střelbou jela třetí, s odstupem jen 8 sekund na vedoucí Lauru Dahlmeierovou. Při ní však nezasáhla dva terče a propadla se na 9. pozici s odstupem 48 sekund. V posledním kole jí již nestačily síly a do cíle dojela jako desátá. Veronika Vítková startovala z 32. pozice. Udělala dvě chyby při druhé střelbě vleže a přidala ještě jednu při poslední střelbě vstoje. Přesto se posunula na 24. místo. Lucie Charvátová sice dosáhla druhého nejrychlejšího střeleckého času, ale se čtyřmi chybami na střelnici dojela na 34. pozici.
V závodě zvítězila Laura Dahlmeierová, která si tím s předstihem vybojovala celkové vítězství v tomto ročníku světového poháru a tím i velký křišťálový globus.

### Závod smíšených dvojic
Do tohoto závodu nasadili poprvé čeští trenéři nejzkušenější reprezentanty. Gabriela Soukalová udělala při první střelbě dvě chyby a odjížděla osmnáctá, ale jen se ztrátou 19 sekund. Při druhé střelbě zastřílela čistě a předávala na 12. místě. Ondřej Moravec udělal na svém prvním úseku na střelnici jednu chybu a díky mj. nejrychlejšímu běhu v posledním kole vylepšil pozici české štafety až na 3. místo. Koukalová se na svém posledním úseku ocitla v ohrožení trestného kola, když vstoje musela třikrát dobíjet. Poslední předávku od ní přebíral Moravec na sedmém místě se ztrátou 32 sekund. S jednou chybou při střelbě vstoje však dokázal předjet jen švýcarskou štafetu a dojel na šesté pozici, což však bylo nejlepší umístění českého týmu v tomto typu závodu v historii světového poháru.
Zvítězila rakouská dvojice, která spolu s druhými Američany udělala nejméně chyb na střelnici. Před polovinou závodu se dostala do čela a svůj náskok zejména díky bezchybně střílejícímu Simonu Ederovi navyšovala.

### Smíšená štafeta
Vzhledem k obsazení předchozího závodu startovala česká štafeta v neobvyklém složení. Rozjela ji Eva Puskarčíková, která vleže střílela čistě a rychle, ale vstoje potřebovala všechny tři náhradní náboje a předávala desátá. Veronika Vítková začala velmi rychle, předjela čtyři soupeřky, ale následná střelba vleže se jí nepodařila a musela na jedno trestné kolo. Vstoje střílela lépe, jen s jednou chybou, a předávala na sedmém místě se ztrátou jedné a půl minuty. Michal Šlesingr předvedl nejlepší výkon z českých reprezentantů: běžel nejrychleji ze všech biatlonistů na tomto úseku a na střelnici udělal jen jednu chybu při střelbě vleže. Posunul tak českou štafetu na čtvrté místo s odstupem necelé minuty na čelo závodu a jen deset sekund na třetí Ukrajinu. Michalu Krčmářovi se však nepodařila první střelba, kdy musel na trestné kolo. Klesl sice jen o jedno místo, ale na předcházející štafetu Ruska měl ztrátu 45 sekund. Předjel jej pak ještě Emil Hegle Svendsen z Norska. Česká štafeta tak dojela na šestém místě. Zvítězili Francouzi, kteří jeli v čele od první střelby. Arnd Peiffer z Německa sice jejich náskok na posledním úseku snížil až na 11 sekund, ale Quentin Fillon Maillet dovezl francouzskou štafetu do cíle bezpečně na prvním místě.

## Pořadí zemí
| Pořadí | Země      | 1. místo | 2. místo | 3. místo | Celkově |
| ------ | --------- | -------- | -------- | -------- | ------- |
| 1.     | Německo   | 2        | 2        | 1        | 5       |
| 2.     | Francie   | 2        | 1        | 0        | 3       |
| 3.     | Rakousko  | 1        | 1        | 0        | 2       |
| 4.     | Norsko    | 1        | 0        | 2        | 3       |
| 5.     | Česko     | 0        | 1        | 0        | 1       |
| 5.     | USA       | 0        | 1        | 0        | 1       |
| 7.     | Bělorusko | 0        | 0        | 1        | 1       |
| 7.     | Itálie    | 0        | 0        | 1        | 1       |
| 7.     | Ukrajina  | 0        | 0        | 1        | 1       |
|        | Celkem    | 6        | 6        | 6        | 18      |

## Umístění na stupních vítězů

### Muži
| Disciplína              | První místo     | Výkon             | Druhé místo    | Výkon             | Třetí místo         | Výkon             |
| Sprint (10 km)          | Martin Fourcade | 22:17,0 (0+1)     | Ondřej Moravec | 22:17,6 (0+0)     | Emil Hegle Svendsen | 22:26,4 (0+0)     |
| Stíhací závod (12,5 km) | Arnd Peiffer    | 30:35,0 (0+0+0+0) | Simon Eder     | 30:35,3 (0+0+1+1) | Emil Hegle Svendsen | 30:37,3 (0+0+1+1) |

### Ženy
| Disciplína            | První místo        | Výkon             | Druhé místo              | Výkon             | Třetí místo       | Výkon             |
| Sprint (7,5 km)       | Tiril Eckhoffová   | 19:18,4 (0+0)     | Laura Dahlmeierová       | 19:36,7 (0+1)     | Darja Domračevová | 19:38,8 (0+0)     |
| Stíhací závod (10 km) | Laura Dahlmeierová | 29:54,4 (0+1+0+0) | Marie Dorinová Habertová | 30:10,9 (1+0+0+1) | Lisa Vittozziová  | 30:14,3 (0+1+0+0) |

### Smíšené štafety
| Disciplína                        | První místo                                                                              | Výkon                                                   | Druhé místo                                                                  | Výkon                                         | Třetí místo                                                                | Výkon                                                     |
| Smíšený závod dvojic (6 + 7,5 km) | Rakousko Lisa Hauserová Simon Eder                                                       | 31:35,1 (0+0) (0+2) (0+0) (0+1) (0+0) (0+2) (0+0) (0+0) | USA Susan Dunkleeová Lowell Bailey                                           | 32:07,9 (0+0) (0+0) (0+0) (0+2) (0+0) (0+1)   | Německo Laura Dahlmeierová Roman Rees                                      | 32:08,4 (0+1) (0+0) (0+0) (0+2) (0+1) (0+2) (0+0) (0+0)   |
| Smíšená štafeta (2x6 + 2x7,5 km)  | Francie Marie Dorinová Habertová Anaïs Bescondová Simon Desthieux Quentin Fillon Maillet | 1:11:34,5 (0+0) (0+1) (0+2) (0+2) (0+1) (0+2)           | Německo Nadine Horchlerová Maren Hammerschmidtová Benedikt Doll Arnd Peiffer | 1:11:45,5 (0+1) (0+1) (0+2) (0+0) (0+1) (0+2) | Ukrajina Iryna Varvynecová Olga Abramovová Serhij Semenov Dmytro Pidručnyj | 1:12:01,6 (0+0) (0+0) (0+3) (0+0) (0+0) (0+1) (0+1) (0+1) |